# Victor Bailey
Victor Bailey (Filadelfia, 27 marzo 1960 – 11 novembre 2016) è stato un bassista statunitense.
Ha suonato con i Weather Report nei loro ultimi anni di attività, dal 1982 al 1986, ed ha iniziato la carriera da leader nel 1988.

## Biografia
Nato a Philadelphia il 27 marzo 1960, Victor Randall Bailey è  cresciuto in una famiglia di musicisti. Suo padre, Morris Bailey Jr., era un musicista e compositore professionista, mentre suo zio, Donald "Duck" Bailey, era un batterista jazz, che ha suonato in numerosi dischi della Blue Note con artisti di rilievo.
Da bambino, Bailey iniziò a suonare la batteria, per poi passare al basso. Il giovane Victor si appassionò immediatamente per lo strumento e suo padre lo spinse a diventare un bassista. A partire dal 1978, all'età di 18 anni, Bailey ha frequentato il Berklee College of Music a Boston dopo essere stato scartato dal servizio navale a causa di un'asma.
Come suo padre, Bailey ha sofferto della Malattia di Charcot-Marie-Tooth per la maggior parte della sua vita adulta. Con il progredire della malattia, Bailey iniziò a usare un bastone per compensare le sue gambe indebolite. La debolezza alla fine si è diffusa nella parte superiore del corpo, rendendo necessario il suo ritiro dalle esibizioni nel 2015 e dalla sua posizione di insegnante al Berklee College of Music. [6] Morì l'11 novembre 2016 a Stafford, Virginia, [7] probabilmente per complicazioni dovute alla Malattia di Charcot-Marie-Tooth e alla Sclerosi laterale amiotrofica (malattia di Lou Gehrig). [8]

### Collaborazioni
Ha collaborato in registrazioni discografiche e/o in concerto con Weather Report, Omar Hakim, Sonny Rollins, Miriam Makeba, Larry Coryell, Pino Daniele, Lenny White, Mike Stern, Dennis Chambers, Michael Brecker, LL Cool J, Kenny Garrett, Madonna, Steps Ahead, Sting, Olu Dara, Don Alias, Michael Urbaniak, Roy Haynes, Kevin Eubanks, Billy Cobham e molti altri.

## Discografia

### Leader
- 1986 - Magnetic!(album degli Steps Ahead)
- 1989 - Bottom's Up
- 1992 - Petite Blonde, (album live in collaborazione con Dennis Chambers, Mitchel Forman, Chuck Loeb, e Bill Evans)
- 1995 - Metro - Tree People (Mitchel Forman band)
- 1999 - Low Blow
- 2001 - That's Right
- 2005 - Electric (con Larry Coryell e Lenny White)
- 2006 - Traffic (con Larry Coryell e Lenny White)
- 2010 - Slippin' 'n' Trippin'

### Con i Weather Report
- 1983 - Procession
- 1984 - Domino Theory
- 1985 - Sportin' Life
- 1986 - This Is This!